# Прутенка
Прутенка (рос. Прутенка) — присілок в Торжоцькому районі Тверської області Російської Федерації.
Населення становить 46 осіб. Входить до складу муніципального утворення Большесвятцовське сільське поселення.

## Історія
Від 2005 року входить до складу муніципального утворення Большесвятцовське сільське поселення.

## Населення
| 1859 | 1884 | 2002 | 2010 |
| ---- | ---- | ---- | ---- |
| 156  | ↘137 | ↘25  | ↗46  |